# Jacques Thisdel
Jacques Thisdel, né le 30 septembre 1948 à Québec, est un artiste multidisciplinaire, poète et enseignant québécois.

## Biographie
Jacques Thisdel détient une formation en arts visuels de l'Université Laval. Depuis 1973, il enseigne le graphisme au Cégep de Rivière-du-Loup.
Artiste multidisciplinaire, ses œuvres font l'objet de plusieurs expositions collectives et individuelles,,. Dans son univers se mélangent l'illustration humoristique, la peinture, le dessin, le graphisme la sculpture ainsi que l'écriture. Thisdel explique sa démarche artistique ainsi : 
« mes livres sont en quelque sorte des cahiers qui reproduisent intégralement mes dessins et mes mots; ça donne un résultat qui peut sembler très spontané mais qui demande toutefois un travail de recherche, d'adaptation et de correction assez considérable ». 
En poésie, il publie trois titres aux Éditions du Noroît, soit Après-midi, j'ai dessiné un oiseau (1976), Roses (1978) ainsi Soit dit en marchant (1981). Il fait également paraître La Thisdélie (2008) chez Les Heures bleues. En collaboration avec Alexis Lefrançois, il publie, en 1999, L'abécédaire des robots chez cette même maison d'édition,.
Jacques Thisdel est membre de l'Union des écrivaines et des écrivains québécois.

## Œuvres

### Poésie
- Après-midi, j'ai dessiné un oiseau, Montréal, Éditions du Noroît, 1976, 125 p. (ISBN 0885240146)
- Roses, Montréal, Éditions du Noroît, 1978, 100 p. (ISBN 0885240251)
- Soit dit en marchant, Montréal, Éditions du Noroît, 1981, 90 p. (ISBN 2890180484)
- L'abécédaire des robots, en collaboration avec d'Alexis Lefrançois, Saint-Lambert : Heures bleues, 1999, 64 p. (ISBN 2-922265-11-0)
- La Thisdélie, Saint-Lambert, Les Heures bleues, 2008, 68 p. (ISBN 978-2-922265-58-3)